# Donato (huno)
Donato (em latim: Donatus; m. 412) foi um nobre, de possível origem huna, que esteve ativo nos primeiros anos do século V. No final de 412 ou começo de 413, recebeu o embaixador e historiador romano Olimpiodoro de Tebas enviado pelo imperador Honório (r. 395–423). Olimpiodoro viajou para os domínios hunos pelo mar, mas não registra se o mar em questão era o Negro ou Adriático. Como sua história lida exclusivamente do Império Romano do Ocidente, foi provavelmente o Adriático, e visitou-os em algum lugar na planície da Panônia.
| “ | Donato e os hunos e a habilidade com que seus reis atiravam com o arco. O autor relata ter sido enviado numa missão para eles e Donato e fornece um trágico registro de suas andanças e perigos pelo mar. Pois Donato, tendo sido enganado por um juramento, foi ilegalmente executado. Como Caratão, o primeiro dos reis, furioso com o assassinato, foi apaziguado por presentes do imperador. | ” |

Donato poderia ter sido o rei dos hunos, embora não necessariamente o antecessor de Caratão, uma posição defendida por Franz Altheim e Otto Maenchen-Helfen rejeitam esta afirmação. O patriarca de Constantinopla Fócio, que sumariou a obra de Olimpiodoro no século VIII, não menciona Donato como um huno, e é possível que ele era um renegado romano. Omeljan Pritsak sugere que ele era um huno, e inclusive relata que a raiz de seu nome, Δονάτ-, poderia estar relacionado, etimologicamente, com o turco yonat, "cavalo".